# Pierre Thiriet
Pierre Thiriet (Épinal, 20 de abril de 1989) es un piloto de automovilismo francés. Desde sus inicios en las carreras de resistencia, Pierre Thiriet ha competido para los equipos Luxury Racing y TDS Racing en particular.

## Biografía
Pierre Thiriet, nacido el 20 de abril de 1989, es hijo de Claude Thiriet, fundador de la empresa francesa de alimentos congelados Thiriet, donde es subdirector de una planta de producción de la empresa familiar.

## Carrera automovilística
En 2012 ganó el campeonato de la European Le Mans Series.
En 2013, mientras conducía el Oreca 03 de Thiriet by TDS Racing en la categoría LMP2 del campeonato European Le Mans Series, Pierre Thiriet tenía veinticuatro años y dividía su tiempo entre sus estudios y el automovilismo.
En 2014, al volante del Morgan LMP2 de TDS Racing, terminó las 24 Horas de Le Mans en segundo lugar en LMP2 y sexto en la general.
En junio de 2016, corrió las 24 Horas de Le Mans por sexta vez. La tripulación abandona un accidente a primera hora de la mañana mientras luchaba por el primer puesto de su categoría.
Al año siguiente, a bordo del Oreca 07, vuelve a retirarse en las 24 Horas de Le Mans.
En junio de 2018 participó en las 24 Horas de Le Mans para Signatech Alpine. Los equipos TDS Racing y G-Drive Racing fueron declarados no conformes a su llegada y luego degradados después de varios meses de espera. Esta sanción supuso la victoria de Pierre Thiriet, la primera de su carrera en las 24 Horas de Le Mans en la categoría LMP2.
En 2019 volvió a ganar las 24 Horas de Le Mans con el equipo Signatech-Alpine, acompañado de André Negrão y Nicolas Lapierre y se proclamó campeón de la LMP2 WEC 2019.